# Rhyacophila extensa
Rhyacophila extensa är en nattsländeart som beskrevs av Martynov 1928. Rhyacophila extensa ingår i släktet Rhyacophila och familjen rovnattsländor. Inga underarter finns listade i Catalogue of Life.